# Elecciones estatales de Sajonia de 2019
Las elecciones estatales de Sajonia se celebraron el 1 de septiembre de 2019, con el propósito de elegir a los miembros del Parlamento Regional Sajón. El actual ministro presidente, Michael Kretschmer, se postuló a la reelección.
Los comicios se llevarán a cabo en paralelo a las elecciones estatales de Brandeburgo.

## Antecedentes
Sajonia celebró elecciones por última vez en agosto de 2014. La CDU ganó esas elecciones con el 40% de los votos y formó un gobierno de coalición con el SPD. Desde entonces, Sajonia se convirtió en una fortaleza de la AfD, que logró la primera mayoría tanto en las elecciones federales de 2017 como en las elecciones al Parlamento Europeo de 2019.
En mayo de 2019, la comisión electoral de Sajonia dictaminó que más de la mitad de la lista de candidatos de la AfD era inválida. Sin embargo, en julio de 2019, un tribunal estatal entregó una victoria parcial al partido después de revocar la decisión parcialmente y autorizar la participación de algunos candidatos invalidados.
El primer ministro Michael Kretschmer descartó cualquier forma de cooperación de la CDU con la AfD y Die Linke. Los Verdes están abiertos a una coalición con la CDU. El candidato principal del SPD, Martin Dulig, hizo campaña a favor de una coalición con la CDU y los Verdes. Para el FDP, el candidato principal Holger Zastrow también excluyó coaliciones con la AfD y La Izquierda.
Dada la creciente fuerza de AfD, una minoría de derechistas de la CDU han comenzado a considerar cooperar con ellos, mientras otros se han opuesto a la idea.
El eslogan electoral de AfD "Vollende die Wende" o "Completar la transición", fue una invitación a derrocar al status quo tal como cuando los manifestantes provocaron la Revolución Pacífica de Alemania Oriental.

## Partidos participantes
Las listas de los siguientes partidos fueron admitidas para la elección:
| Abreviatura          | Partido | Candidato                     |
| -------------------- | --- | ----------------------------- |
| CDU                  | Unión Demócrata Cristiana | Michael Kretschmer            |
| DIE LINKE            | La Izquierda | Rico Gebhardt                 |
| SPD                  | Partido Socialdemócrata de Alemania                                                                                              | Martin Dulig                  |
| AfD                  | Alternativa para Alemania | Jörg Urban                    |
| GRÜNE                | Alianza 90/Los Verdes | Katja Meier y Wolfram Günther |
| NPD                  | Partido Nacionaldemócrata de Alemania                                                                                            | Peter Schreiber               |
| FDP                  | Partido Democrático Libre | Holger Zastrow                |
| FREIE WÄHLER         | Votantes Libres | Cathleen Martin               |
| Tierschutzpartei     | Partido Ser Humano, Medio Ambiente y Protección de los Animales                                                                  | Jürgen Wunderlich             |
| Piraten              | Partido Pirata de Alemania | Knut Michael                  |
| Die PARTEI           | Partido por el Trabajo, Estado de Derecho, Protección de los Animales, Incentivo a las Elites e Iniciativas Democráticas de Base | Tom Rodig                     |
| BüSo                 | Movimiento de Derechos Ciudadanos Solidaridad                                                                                    | Michael Gründler              |
| ADPM                 | Aufbruch deutscher Patrioten – Mitteldeutschland                                                                                 | Egbert Ermer                  |
| Blaue #TeamPetry     | El Partido Azul | Frauke Petry                  |
| KPD                  | Partido Comunista de Alemania | Torsten Reichelt              |
| ÖDP                  | Partido Ecológico-Democrático | Sebastian Högen               |
| Die Humanisten       | Partido de los Humanistas | Dominic Ressel                |
| PDV                  | Partido de la Razón | Thomas Flach                  |
| Gesundheitsforschung | Partido para la Investigación en Salud                                                                                           | Andreas Kabus                 |

## Encuestas

### Partidos
| Encuestador             | Fecha      |        |        |        |        |       |       | FW    | Otros |
| ----------------------- | ---------- | ------ | ------ | ------ | ------ | ----- | ----- | ----- | ----- |
| Forschungsgruppe Wahlen | 29.08.2019 | 32 %   | 14 %   | 8,5 %  | 24,5 % | 11 %  | 5 %   | —     | 5 %   |
| INSA                    | 27.08.2019 | 29 %   | 15 %   | 8 %    | 25 %   | 11 %  | 5 %   | 4 %   | 3 %   |
| Forschungsgruppe Wahlen | 23.08.2019 | 31 %   | 14 %   | 9 %    | 25 %   | 10 %  | 5 %   | 3 %   | 3 %   |
| Infratest dimap         | 22.08.2019 | 30 %   | 16 %   | 7 %    | 24 %   | 11 %  | 5 %   | 4 %   | 3 %   |
| FB Czaplicki            | 20.08.2019 | 28 %   | 16 %   | 8 %    | 26 %   | 13 %  | 5 %   | 3 %   | 1 %   |
| INSA                    | 06.08.2019 | 28 %   | 16 %   | 8 %    | 25 %   | 12 %  | 5 %   | —     | 6 %   |
| Infratest dimap         | 02.07.2019 | 26 %   | 15 %   | 9 %    | 26 %   | 12 %  | 5 %   | 3 %   | 4 %   |
| IM Field / FB Czaplicki | 15.06.2019 | 24 %   | 15 %   | 8 %    | 24 %   | 14 %  | 6 %   | 4 %   | 5 %   |
| INSA                    | 13.06.2019 | 24 %   | 16 %   | 7 %    | 25 %   | 16 %  | 6 %   | 4 %   | 2 %   |
| INSA                    | 26.04.2019 | 28 %   | 16 %   | 10 %   | 26 %   | 9 %   | 6 %   | 3 %   | 2 %   |
| INSA                    | 05.04.2019 | 28 %   | 17 %   | 9 %    | 25 %   | 9 %   | 6 %   | —     | 6 %   |
| IM Field / FB Czaplicki | 22.03.2019 | 27 %   | 17 %   | 11 %   | 18 %   | 16 %  | 5 %   | 2 %   | 4 %   |
| Elecciones de 2014      | 31.08.2014 | 39,4 % | 18,9 % | 12,4 % | 9,7 %  | 5,7 % | 3,8 % | 1,6 % | 8,4 % |

### Preferencia de Ministro-Presidente
| Encuestador             | Fecha      | Michael Kretschmer (CDU) | Rico Gebhardt (Die Linke) | Jörg Urban (AfD) |
| ----------------------- | ---------- | ------------------------ | ------------------------- | ---------------- |
| Forschungsgruppe Wahlen | 01.09.2019 | 57 %                     | 9 %                       | —                |
| Forschungsgruppe Wahlen | 01.09.2019 | 60 %                     | —                         | 12 %             |
| Forschungsgruppe Wahlen | 29.08.2019 | 62 %                     | 9 %                       | —                |
| Forschungsgruppe Wahlen | 29.08.2019 | 67 %                     | —                         | 9 %              |
| Forschungsgruppe Wahlen | 23.08.2019 | 65 %                     | 8 %                       | —                |
| Forschungsgruppe Wahlen | 23.08.2019 | 68 %                     | —                         | 9 %              |

## Resultados

Mandatos directos en los distritos electorales

Alternativa para Alemania (AfD) recibió con un 27,5% y un aumento de casi 18 puntos el resultado electoral más alto de su historia en cualquier tipo de proceso electoral llevado a cabo en Alemania, mientras que la Unión Demócrata Cristiana (CDU), Die Linke y el Partido Socialdemócrata (SPD) cayeron a mínimos históricos en Sajonia. Alianza 90/Los Verdes mejoró notablemente sus resultados y obtuvo su mejor porcentaje en la historia sajona. Pese a que las encuestas pronosticaban que obtendría representación, el Partido Democrático Libre (FDP) quedó fuera del Parlamento.
| Inscritos | 3.288.643      | Participación |                   |                |      |           |                  |           |
| Votantes | 2.188.486      | 66,5 %        |                   |                |      |           |                  |           |
| | Votos directos | %             | Mandatos directos | Votos de lista | %    | Variación | Total de escaños | Variación |
| Votos válidos | 2.159.850      | 98,7          | 60                | 2.166.457      | 99,0 |           | 119*             |           |
| Votos nulos | 28.636         | 1,3           |                   | 22.029         | 1,0  |           |                  |           |
| CDU | 703.006        | 32,5          | 41                | 695.560        | 32,1 | −07,3     | 45               | −14       |
| AfD | 613.585        | 28,4          | 15                | 595.671        | 27,5 | +17,7     | 38*              | +24       |
| Die Linke | 265.871        | 12,3          | 1                 | 224.354        | 10,4 | −08,5     | 14               | −13       |
| Grüne | 192.489        | 8,9           | 3                 | 187.015        | 8,6  | +02,9     | 12               | +04       |
| SPD | 166.920        | 7,7           | −                 | 167.289        | 7,7  | −04,6     | 10               | −08       |
| FDP | 100.639        | 4,7           | −                 | 97.438         | 4,5  | +00,7     | −                | ±0        |
| Freie Wähler | 98.353         | 4,6           | −                 | 72.897         | 3,4  | +01,8     | −                | ±0        |
| Die PARTEI | 12.557         | 0,6           | −                 | 33.618         | 1,6  | +00,8     | −                | ±0        |
| Tierschutzpartei | −              | −             | −                 | 33.476         | 1,5  | +00,4     | −                | ±0        |
| NPD | −              | −             | −                 | 12.947         | 0,6  | −04,3     | −                | ±0        |
| Gesundheitsforschung | −              | −             | −                 | 11.652         | 0,5  | +00,5     | −                | ±0        |
| Blaue #TeamPetry | 1.508          | 0,1           | −                 | 7.806          | 0,4  | +00,4     | −                | ±0        |
| PIRATEN | −              | −             | −                 | 6.632          | 0,3  | −00,8     | −                | ±0        |
| ÖDP | −              | −             | −                 | 6.000          | 0,3  | +00,3     | −                | ±0        |
| Die Humanisten | −              | −             | −                 | 4.305          | 0,2  | +00,2     | −                | ±0        |
| ADPM | −              | −             | −                 | 3.948          | 0,2  | +00,2     | −                | ±0        |
| PDV | −              | −             | −                 | 2.268          | 0,1  | +00,1     | −                | ±0        |
| KPD | −              | −             | −                 | 1.951          | 0,1  | +00,1     | −                | ±0        |
| BüSo | 2.190          | 0,1           | −                 | 1.630          | 0,1  | −00,1     | −                | ±0        |
| Otros | 2.732          | 0,1           | –                 | –              | –    | –         | –                | ±0        |
| *Según el resultado de la elección, la AfD debía obtener 39 escaños, pero debido a la eliminación por parte de las autoridades de 30 de los candidatos de su lista por tecnicismos de la ley electoral, sólo pudieron resultar electos al Parlamento 30 postulantes de la misma. El partido pudo compensar estas pérdidas con la obtención de 8 mandatos directos, pero aun así un escaño quedó vacante. |                |               |                   |                |      |           |                  |           |
| Fuente: wahlen.sachsen.de |                |               |                   |                |      |           |                  |           |

## Formación de gobierno
El actual ministro-presidente sajón Michael Kretschmer (CDU) probablemente se mantendrá en el cargo ya que su partido sigue siendo la primera fuerza. Kretschmer descartó trabajar con la AfD o liderar un gobierno en minoría durante la campaña; Como la CDU también rechaza trabajar con Die Linke, esto deja como única posibilidad realista la llamada "coalición Kenia" entre la CDU, el SPD y los Verdes. Dicha coalición ha gobernado Sajonia-Anhalt desde 2016.
Kretschmer y los líderes verdes Meier y Günther apoyaron públicamente las discusiones exploratorias en la semana siguiente a las elecciones, y los Verdes programaron una votación partidista sobre la apertura de negociaciones para el 12 de octubre.
El 21 de octubre, la CDU, los Verdes y el SPD anunciaron la apertura de negociaciones con el fin de formar a finales de año una "coalición Kenia". Finalmente, el 20 de diciembre Kretschmer fue reelegido ministro-presidente, obteniendo 61 votos contra 57, pero 5 diputados de la coalición votaron en su contra.